# Liste der Baudenkmäler in Pressath

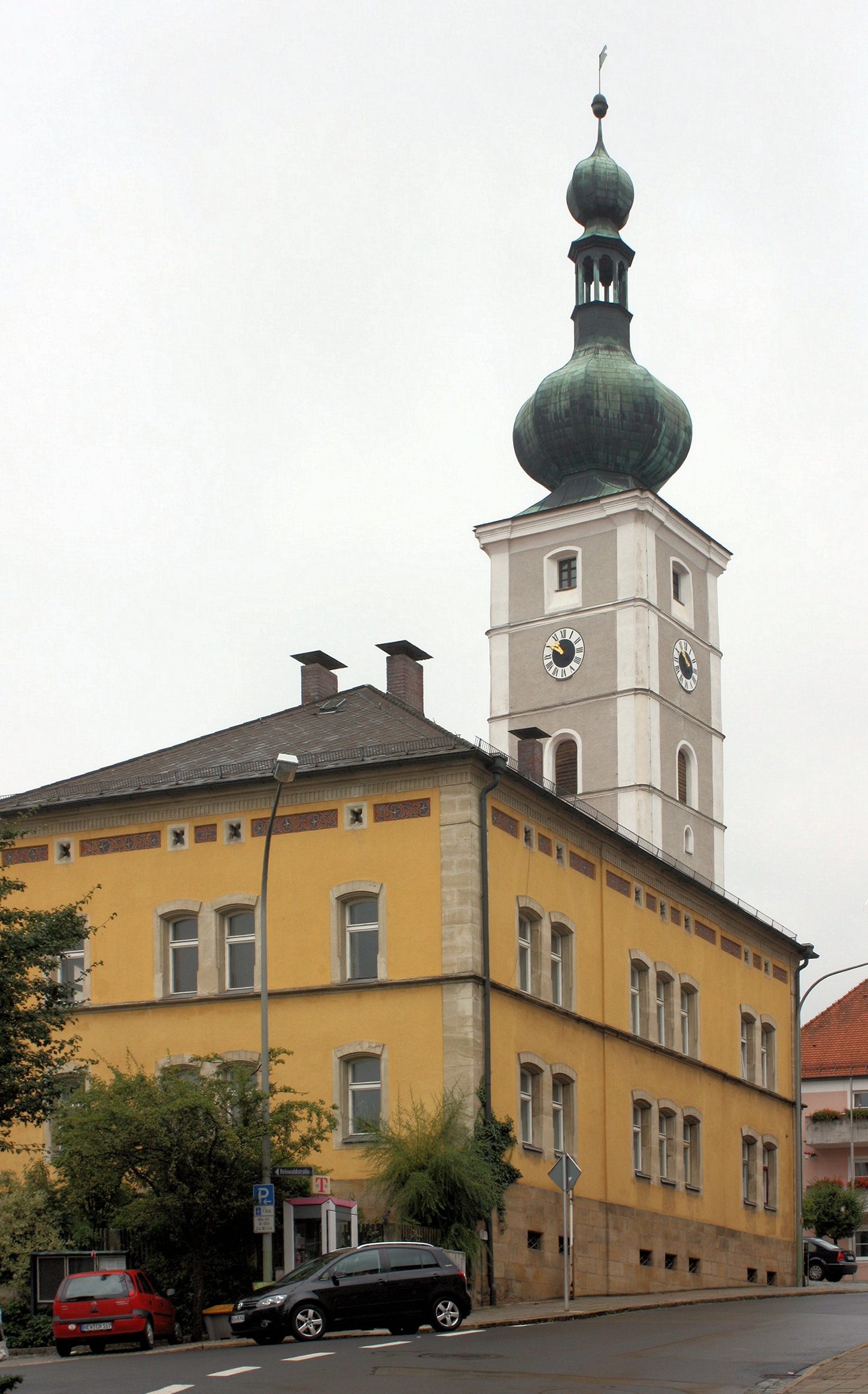
Blick auf den Kirchturm in Pressath

Auf dieser Seite sind die Baudenkmäler in der Oberpfälzer Stadt Pressath zusammengestellt. Diese Tabelle ist eine Teilliste der Liste der Baudenkmäler in Bayern. Grundlage ist die Bayerische Denkmalliste, die auf Basis des Bayerischen Denkmalschutzgesetzes vom 1. Oktober 1973 erstmals erstellt wurde und seither durch das Bayerische Landesamt für Denkmalpflege geführt wird. Die folgenden Angaben ersetzen nicht die rechtsverbindliche Auskunft der Denkmalschutzbehörde.

## Stadtbefestigung
| Lage                                            | Objekt           | Beschreibung | Akten-Nr.    | Bild |
| ----------------------------------------------- | ---------------- | --- | ------------ | ---- |
| Alte Schulgasse, Hinter der Mauer 24 (Standort) | Stadtbefestigung | Von der um 1470 begonnenen und 1583 vollendeten, nach dem Marktbrand 1759 wiederhergestellten Stadtbefestigung sind nur geringe Spuren erhalten: Mauerreste bei Alte Schulgasse 9 und 11, Pulverturm bei Hinter der Mauer 24. Der bemerkenswerte Stadtgrundriss in Form etwa eines Quadrats ist hingegen erhalten | D-3-74-149-1 | BW   |

## Baudenkmäler nach Ortsteilen

### Pressath
| Lage                                                               | Objekt                                    | Beschreibung | Akten-Nr.     | Bild               |
| ------------------------------------------------------------------ | ----------------------------------------- | --- | ------------- | ------------------ |
| Alte Schulgasse 9 (Standort)                                       | Altes Schulhaus                           | Zweigeschossiger kompakter Walmdachbau mit abgefasten Fensterrahmungen, Inschrifttafel bezeichnet mit „1553“, im späten 19. Jahrhundert verändert | D-3-74-149-2  | weitere Bilder     |
| Alte Schulgasse 11 (Standort)                                      | Wohnhaus                                  | Eingeschossiger Satteldachbau, 17./18. Jahrhundert; rückwärtiger Anbau im Kern 15. Jahrhundert | D-3-74-149-3  | BW                 |
| Alte Schulgasse 31 (Standort)                                      | Ehemaliger Edelsitz, sogenannter Festen   | Dreigeschossiger Walmdachbau, im Kern 16. Jahrhundert; Stadel, eingeschossiger Steildachbau mit Kniestock, bezeichnet mit „1875“ | D-3-74-149-4  | BW                 |
| Am Calvarienberg, rechts an der Straße nach Weihersberg (Standort) | 14 Bildstöcke und Kreuzigungsgruppe       | Kreuzigungsgruppe, Kruzifix und Beifiguren Gusseisen, farbig gefasst, auf Granitpostament, bezeichnet mit „1893“ 14 Bildstöcke, Granitpfeiler mit Laternen, zweite Hälfte 19. Jahrhundert, Reliefs modern | D-3-74-149-18 | BW                 |
| Bahnhofstraße 40 (Standort)                                        | Katholische Friedhofskirche St. Sebastian | Saalkirche mit Steildach und eingezogenem, fünfseitig geschlossenem Chor, Dachreiter mit Spitzhelm, um 1460, im 17. Jahrhundert umgestaltet; mit Ausstattung Friedhofsmauer, Torpfeiler nach Norden mit Kugelbekrönung, im Kern 17./18. Jahrhundert, zum Teil ergänzt Ehemaliger Karner, runder Zentralbau mit Glockenhaube und Laterne, 17./18. Jahrhundert, wohl mit älterem Kern, jetzt Kriegergedächtniskapelle Friedhofskreuz, Gusseisen, um 1900 | D-3-74-149-5  | BW                 |
| Nähe Bahnhofstraße (Standort)                                      | Kriegerdenkmal                            | Für die Gefallenen des Ersten Weltkriegs, pylonartiger Pfeiler mit Skulptur eines knienden Kriegers, mit Inschriften, Werkstein, um 1920 | D-3-74-149-48 | BW                 |
| Nähe Erbendorfer Straße (Standort)                                 | Wegkapelle                                | Kleiner Steildachbau mit rundbogiger Öffnung, 18./Anfang 19. Jahrhundert; mit Ausstattung | D-3-74-149-6  | BW                 |
| Hauptstraße 9 (Standort)                                           | Katholischer Pfarrhof                     | Zweigeschossiger Walmdachbau, mit Eingangsvorhalle und Werksteingliederungen, neugotisch, 1857–60 | D-3-74-149-7  | weitere Bilder     |
| Hauptstraße 11 (Standort)                                          | Katholische Pfarrkirche St. Georg         | Saalkirche mit Steildach, nach Westen abgewalmt, integrierter Chor, Flankenturm mit Zwiebelhaube und Laterne, 1759 nach Brand erweitert, Wiederherstellung des Turmes 1761–65; mit Ausstattung; Ölbergkapelle, kleiner Steildachbau mit Rundbogenöffnung, Ende 19. Jahrhundert. | D-3-74-149-8  | weitere Bilder     |
| Hauptstraße 16 (Standort)                                          | Wohnhaus                                  | Eckbau, mächtiger zweigeschossiger Walmdachbau mit Werkstein-Torbogen, 18. Jahrhundert, Putzgliederungen um 1900 | D-3-74-149-11 | BW                 |
| Hauptstraße 19 (Standort)                                          | Ehemaliger Gasthof                        | Eckbau, zweigeschossiger Walmdachbau mit Korbbogentor und Mauernische, im Kern wohl 16./17. Jahrhundert; Kilometerstein, Granit, mit Inschrift, 18./19. Jahrhundert | D-3-74-149-12 | Ehemaliger Gasthof |
| Jahnstraße 1 und 3 (Standort)                                      | Altötting-Kapelle Unserer Lieben Frau     | Saalkirche mit Steildach, dreiseitig geschlossen, Dachreiter mit Spitzhelm, bezeichnet mit „1754“ und „1812“ Hofeinfriedung nach Süden, unregelmäßiges Quadermauerwerk, wohl 18. Jahrhundert | D-3-74-149-15 | BW                 |
| Nähe Kapellenweg (Standort)                                        | Letten-Kapelle                            | Satteldachbau über rechteckigem Grundriss, mit Rundbogenöffnung, 18./Anfang 19. Jahrhundert; mit Ausstattung | D-3-74-149-16 | BW                 |
| Kemnather Straße 11; Nähe Kemnather Straße (Standort)              | Forsthaus                                 | Mächtiger zweigeschossiger Walmdachbau mit geohrten Fensterrahmungen, Werksteinquader, um 1800 Wagenremise, Steildachbau mit Segmentbogentoren, wohl um 1800 | D-3-74-149-17 | BW                 |

### Dießfurt
| Lage                            | Objekt                                                       | Beschreibung | Akten-Nr.     | Bild           |
| ------------------------------- | ------------------------------------------------------------ | --- | ------------- | -------------- |
| Nähe Dorfstraße (Standort)      | Kriegerdenkmal für die Gefallenen beider Weltkriege          | Obeliskartige Granitstele mit Inschrifttafeln, auf Stufenpostament, 1920er Jahre, später mit Gefallenen des Zweiten Weltkriegs ergänzt | D-3-74-149-46 | BW             |
| Pechhofer Straße 2 (Standort)   | Gasthaus                                                     | Zweigeschossiger Walmdachbau, in der Gaststube Bohlenbalkendecke, wohl 17./18. Jahrhundert | D-3-74-149-19 | BW             |
| Schloßstraße 1 und 2 (Standort) | Torturm, zum ehemaligen Wirtschaftshof des Schlosses gehörig | Zweigeschossiger Walmdachbau mit rundbogiger Durchfahrt, 16. Jahrhundert, mit späteren Veränderungen Zugehörig Kleinhaus, eingeschossig mit Walmdach, 16./17. Jahrhundert | D-3-74-149-20 | BW             |
| Schloßstraße 7 (Standort)       | Wohnhaus                                                     | Zweigeschossiger Walmdachbau mit Putzgliederung, 17./18. Jahrhundert | D-3-74-149-22 | BW             |
| Schloßstraße 11 (Standort)      | Hammerschloss, sogenanntes Altes Schloss                     | Dreigeschossiger turmartiger Mansardwalmdachbau, Eckerker mit Steildach und Blendmaßwerk, bezeichnet mit „1526“, Dach zweite Hälfte 18. Jahrhundert Neues Schloss, zweigeschossiger Mansardwalmdachbau mit Putzgliederungen und geohrten Fensterrahmungen, im Kern 16. Jahrhundert, Steintafel bezeichnet mit „1544“, Ausbau zweite Hälfte 18. Jahrhundert Rundturm, eingeschossiger Kegeldachbau, 16. Jahrhundert, um 1800 als Kapelle eingerichtet Schlossmauer nach Westen und Süden, Torpfeiler mit Obeliskenbekrönung, wohl 17./18. Jahrhundert; Böschungsmauer nach Westen, Quader- und Bruchsteinmauerwerk, wohl 16./17. Jahrhundert | D-3-74-149-21 | weitere Bilder |

### Döllnitz
| Lage                        | Objekt      | Beschreibung                                                                                            | Akten-Nr.     | Bild |
| --------------------------- | ----------- | --- | ------------- | ---- |
| Döllnitzer Weg 1 (Standort) | Bildstock   | Gefallenen-Denkmal, Kunststeinpfeiler, Laterne mit halbrunder Nische, um 1920                           | D-3-74-149-25 | BW   |
| In Döllnitz (Standort)      | Ortskapelle | Satteldachbau, dreiseitig geschlossen, Dachreiter mit Spitzhelm, bezeichnet mit „1896“; mit Ausstattung | D-3-74-149-23 | BW   |
| Döllnitzer Weg 1 (Standort) | Steinkreuz  | Wohl nachmittelalterlich; westlich an der Straße nach Pressath/Abzweigung Döllnitz                      | D-3-74-149-26 | BW   |

### Eichelberg
| Lage                                                    | Objekt        | Beschreibung | Akten-Nr.     | Bild |
| ------------------------------------------------------- | ------------- | --- | ------------- | ---- |
| Eichelberg 13 (Standort)                                | Ortskapelle   | Steil- bzw. Walmdachbau über rechteckigem Grundriss, Dachreiter mit Zwiebelhaube, 19. Jahrhundert; mit Ausstattung Kriegergedenktafel für die Gefallenen beider Weltkriege, Tafel mit Helmrelief und Inschriften, Sandstein, um 1920, später mit Gefallenennamen des Zweiten Weltkriegs ergänzt | D-3-74-149-27 | BW   |
| Kulm (Standort)                                         | Marienkapelle | Satteldachbau über rechteckigem Grundriss, um 1820, 1966 erneuert | D-3-74-149-28 | BW   |
| Kulm (Standort)                                         | Bildstock     | Geböschter Granitpfeiler mit Laterne, darauf Gusseisenkruzifix, um 1900 | D-3-74-149-30 | BW   |
| Eichelberg 6, westlich bei der Marienkapelle (Standort) | Steinkreuz    | Sogenanntes Bildstockkreuz, Laterne mit Kreuzbalken und spitzbogiger Bildnische, Sandstein, wohl 17. Jahrhundert | D-3-74-149-29 | BW   |

### Friedersreuth
| Lage                                   | Objekt                               | Beschreibung | Akten-Nr.     | Bild |
| -------------------------------------- | ------------------------------------ | --- | ------------- | ---- |
| In Friedersreuth; Kr NEW 25 (Standort) | Bildstock                            | Werksteinschaft, Laterne mit Bildbischen, Kreuzdach, 18./19. Jahrhundert                                                              | D-3-74-149-33 | BW   |
| Friedersreuth 16 (Standort)            | Katholische Filialkirche St. Barbara | Saalkirche mit Steildach und eingezogener Rundapsis, Giebelreiter mit Glockenhaube, neubarock, bezeichnet mit „1910“; mit Ausstattung | D-3-74-149-32 | BW   |
| Mühlberg (Standort)                    | Wegkreuz                             | Gusseisenkruzifix auf profiliertem Granitsockel, neugotisch, zweite Hälfte 19. Jahrhundert                                            | D-3-74-149-34 | BW   |

### Hessenreuth
| Lage                      | Objekt             | Beschreibung | Akten-Nr.     | Bild |
| ------------------------- | ------------------ | --- | ------------- | ---- |
| In Hessenreuth (Standort) | Katholische Kirche | Saalkirche mit Steildach und wenig eingezogenem Rechteckchor, mit Vorhalle nach Süden und Dachreiter, neubarock, 1911–14; mit Ausstattung | D-3-74-149-35 | BW   |

### Riggau
| Lage                                                      | Objekt                 | Beschreibung | Akten-Nr.     | Bild |
| --------------------------------------------------------- | ---------------------- | --- | ------------- | ---- |
| Riggau 11 b (Standort)                                    | Wegkapelle             | Steildachbau, dreiseitig geschlossener Altarraum, Dachreiter mit Spitzhelm, 18./19. Jahrhundert                                                             | D-3-74-149-36 | BW   |
| Ebenäcker; Von Riggau nach Pressath; In Riggau (Standort) | Bildstock und Wegkreuz | Bildstock, rechteckiger Schaft, Laterne mit segmentbogiger Bildnische, Werkstein, um 1900 Wegkreuz, Gusseisenkruzifix, um 1900, auf erneuertem Granitsockel | D-3-74-149-38 | BW   |

### Troschelhammer
| Lage                        | Objekt                   | Beschreibung | Akten-Nr.     | Bild |
| --------------------------- | ------------------------ | --- | ------------- | ---- |
| Troschelhammer 1 (Standort) | Ehemaliges Hammerschloss | Zweigeschossiger Mansardwalmdachbau mit Putzgliederung, über dem Eingang Erker mit Ziergiebel, im Kern um 1600, im späten 18. Jahrhundert barocke Umgestaltung Schlossökonomie, Stall, Stadel und Remise, Langtrakt mit aneinander gefügten Einzelbauten mit Satteldächern, wohl 17./18. Jahrhundert | D-3-74-149-39 | BW   |

### Wollau
| Lage                | Objekt  | Beschreibung | Akten-Nr.     | Bild |
| ------------------- | ------- | --- | ------------- | ---- |
| Wollau 3 (Standort) | Kapelle | Steildachbau über rechteckigem Grundriss, mit Putzgliederungen und offenem Geläut, bezeichnet mit 1874, im Kern wohl älter; mit Ausstattung | D-3-74-149-40 | BW   |

### Zintlhammer
| Lage                      | Objekt                | Beschreibung | Akten-Nr.     | Bild                  |
| ------------------------- | --------------------- | --- | ------------- | --------------------- |
| In Zintlhammer (Standort) | Ortskapelle           | Satteldachbau über rechteckigem Grundriss, mächtiger Dachreiter mit offenem Geläut, bezeichnet mit „1819“ und „1926“            | D-3-74-149-41 | BW                    |
| Zintlhammer 14 (Standort) | Wohnhaus              | Zweigeschossiger Walm- bzw. Schopfwalmdachbau mit Putzgliederungen, wohl 18. Jahrhundert, im Erdgeschoss verändert              | D-3-74-149-42 | BW                    |
| Zintlhammer 25 (Standort) | Ehemaliges Hammerhaus | Zweigeschossiger schlossartiger Walmdachbau mit Putzgliederungen, Portal mit gesprengtem Giebel, 18. Jahrhundert, im Kern älter | D-3-74-149-43 | Ehemaliges Hammerhaus |

## Ehemalige Baudenkmäler
In diesem Abschnitt sind Objekte aufgeführt, die früher einmal in der Denkmalliste eingetragen waren, jetzt aber nicht mehr. Objekte, die in anderem Zusammenhang also z. B. als Teil eines Baudenkmals weiter eingetragen sind, sollen hier nicht aufgeführt werden. Aktennummern in diesem Abschnitt sind ehemalige, jetzt nicht mehr gültige Aktennummern.

| Lage                               | Objekt                                  | Beschreibung                                                 | Akten-Nr.     | Bild |
| ---------------------------------- | --------------------------------------- | ------------------------------------------------------------ | ------------- | ---- |
| Pressath Hauptstraße 12 (Standort) | Hausfigur heiliger Johannes von Nepomuk | 19. Jahrhundert                                              | D-3-74-149-9  | BW   |
| Pressath Hauptstraße 14 (Standort) | Gedenktafel                             | Aus dem Jahr 1857                                            | D-3-74-149-10 | BW   |
| Pressath Hauptstraße 32 (Standort) | Wappentafel vom ehemaligen Oberen Tor   | Bezeichnet wohl „1583“ (ausgelagert bei der Stadtverwaltung) | D-3-74-149-13 | BW   |
| Döllnitz Döllnitz 1 (Standort)     | Sandsteintafel                          | Mit Jahrzahl „1685“                                          | D-3-74-149-24 | BW   |
| Riggau Riggau 16 (Standort)        | Hausfigur St. Florian                   | 19. Jahrhundert                                              | D-3-74-149-37 | BW   |